# Могила Миколи Кропив'янського
Могила Миколи Кропив'янського — пам'ятка історії місцевого значення (1957—1965, з 2010), раніше республіканського значення (1965—2009) у Ніжині.

## Історія
Постановою Кабінету Міністрів УРСР та ЦК КПУ від 13.08.1957 № 947 надано статус «пам'ятника історії місцевого значення» з охоронною № 86 під назвою «Могила М. Г. Кропив'янського — учасника Громадянської війни».
Постановою Ради Міністрів УРСР від 21.07.1965 № 711 «Про затвердження списку пам'ятників мистецтва, історії та археології Української РСР» надано статус «пам'ятник історії республіканського значення» під назвою «Могила Героя Громадянської війни Н. Г. Кропив'янського. Похований 1948 року».
Постановою Кабінету Міністрів України від 03.09.2009 № 928 «Про занесення об'єктів культурної спадщини національного значення до Державного реестру нерухомих пам'яток України» втратила чинність Постанова Кабінету Міністрів УРСР від 21.07.1965 № 711.
Постановою Міністерства культури і туризму України від 03.02.2010 № 58/0/16-10 (у редакції від 16.06.2011 № 453/0/16-11) надано статус «пам'ятника історії місцевого значення» з охоронною № 5528-Чр під назвою «Могила діяча громадянської війни Н. Г. Кропив'янського».

## Опис
Радянського військового та державного діяча, уродженця Чернігівщини Миколу Кропив'янського поховано на Овдіївському цвинтарі у місті Ніжині. На могилі встановлено надгробну гранітну плиту.